# Sekulići (Ozaly)
Sekulići falu Horvátországban, a Károlyváros megyében. Közigazgatásilag Ozalyhoz tartozik.

## Fekvése
Károlyvárostól 34 km-re, községközpontjától 20 km-re északnyugatra a Zsumberki-hegységben fekszik. Településrészei Gaj és Malići.

## Története
1830-ban 7 házában 110 görögkatolikus lakos élt. 1857-ben 120, 1910-ben 150 lakosa volt. A trianoni békeszerződésig Zágráb vármegye Jaskai járásához tartozott. 2011-ben 4 lakosa volt. A radatovići plébániához tartoztak.

## Lakosság
| Lakosság változása | Lakosság változása | Lakosság változása | Lakosság változása | Lakosság változása | Lakosság változása | Lakosság változása | Lakosság változása | Lakosság változása | Lakosság változása | Lakosság változása | Lakosság változása | Lakosság változása | Lakosság változása | Lakosság változása | Lakosság változása |
| ------------------ | ------------------ | ------------------ | ------------------ | ------------------ | ------------------ | ------------------ | ------------------ | ------------------ | ------------------ | ------------------ | ------------------ | ------------------ | ------------------ | ------------------ | ------------------ |
| 1857               | 1869               | 1880               | 1890               | 1900               | 1910               | 1921               | 1931               | 1948               | 1953               | 1961               | 1971               | 1981               | 1991               | 2001               | 2011               |
| 120                | 144                | 160                | 177                | 129                | 150                | 152                | 174                | 70                 | 57                 | 48                 | 40                 | 10                 | 14                 | 8                  | 4                  |